# Heilbronn (stad)
Heilbronn is een stad in de Duitse deelstaat Baden-Württemberg. Heilbronn ligt aan de Neckar. Op 31 december 2020 telde de stad 126.458 inwoners op een oppervlakte van 99,88 km². De stad vormt een eigen Stadtkreis en wordt omringd door de gelijknamige Landkreis.
Heilbronn staat bekend als de Käthchenstadt, naar het toneelstuk Kate van Heilbronn (Das Käthchen von Heilbronn) van Kleist.
In Heilbronn stichtte Carl Heinrich Knorr in 1838 de specerijendrogerij die voortleeft in Unilevers grootste merk, Knorr.

## Stadsdelen

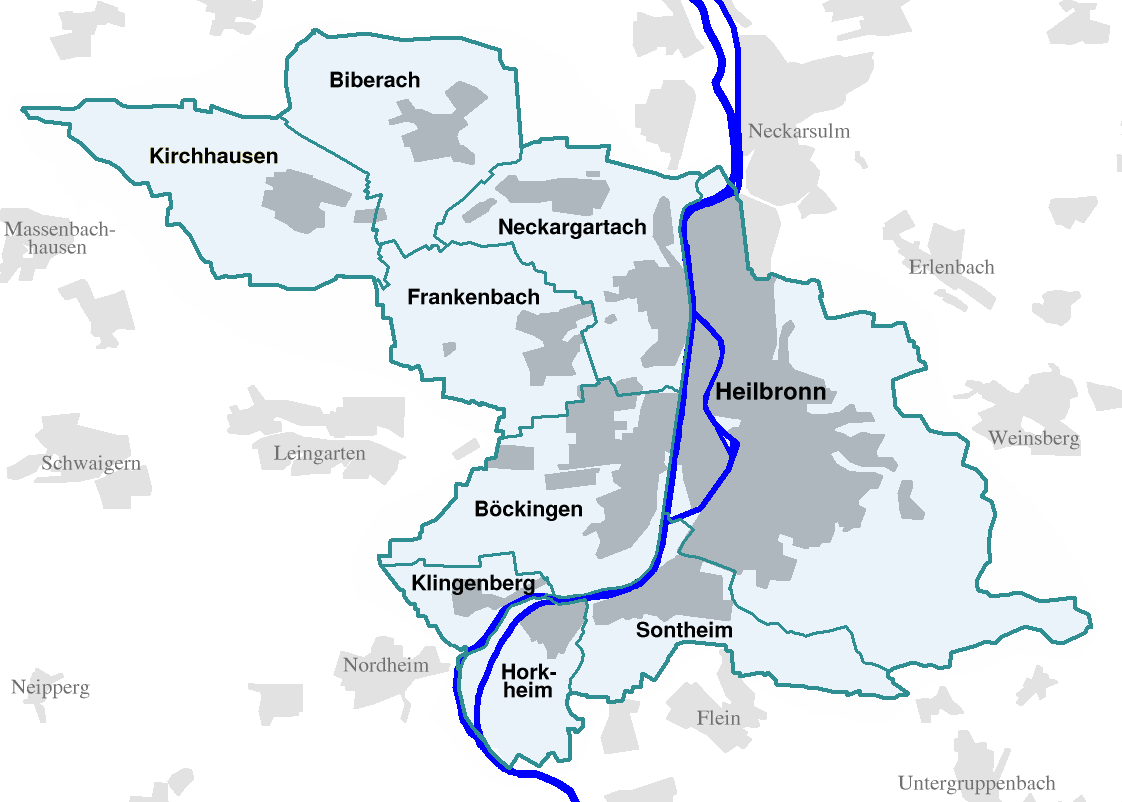

De stadsdelen van Heilbronn zijn:
- Heilbronn
- Biberach
- Böckingen
- Frankenbach
- Horkheim
- Kirchhausen
- Klingenberg
- Neckargartach
- Sontheim

## Geschiedenis
Zie ook Rijksstad Heilbronn. De rood-wit-blauwe kleuren van de stadsvlag zijn zuiver door toeval dezelfde als die van de vlag van Nederland en gaan terug tot de 16e eeuw.
In de 19de eeuw ontwikkelde Heilbronn zich tot de belangrijkste industriestad van het koninkrijk Württemberg.
Ten gevolge van een Brits luchtbombardement op 4 december 1944 werd de binnenstad van Heilbronn geheel verwoest. Daarbij vielen meer dan 6.000 doden.

Heilbronn in 1945

## Bevolking
De stad Heilbronn heeft qua aandeel in de bevolking de meeste Turkse inwoners onder de steden van Baden-Württemberg. Het aandeel lag in 2017 op meer dan 7%.
Het totaal aantal personen met een migratieachtergrond lag in 2017 op 47.705, dit is circa 38% van de stadse bevolking.

## Stadsbeeld

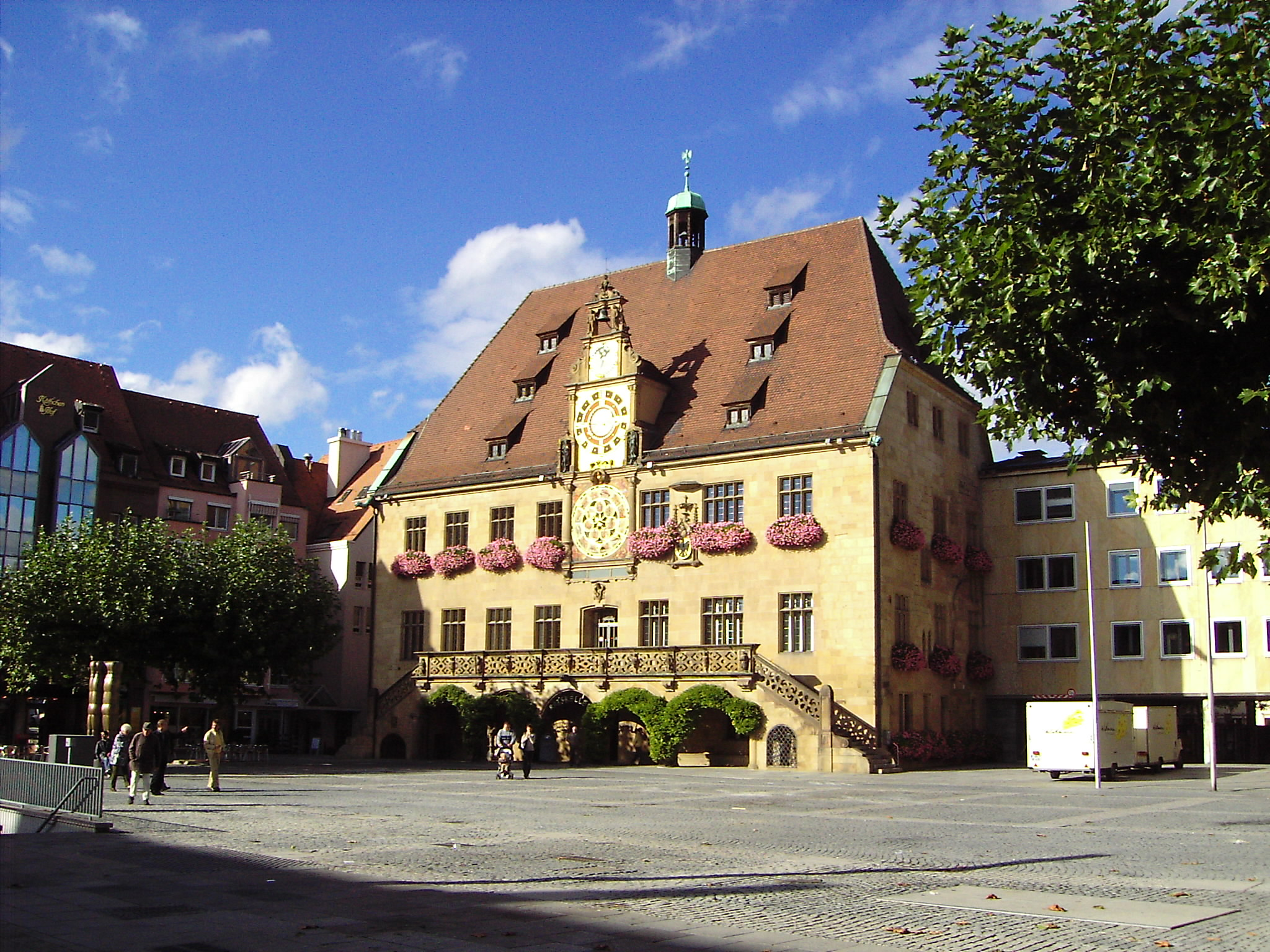
Raadhuis van Heilbronn

Op de plaats waar op de rechter Neckaroever de historische Altstadt lag, bevinden zich sinds de Tweede Wereldoorlog hoofdzakelijk gebouwen in de naoorlogse wederopbouwstijl. De laatste leemten werden pas in de jaren 80 opgevuld.
De voornaamste herbouwde historische bouwwerken bevinden zich aan het Marktplein (Marktplatz): de Kilianuskerk, het Raadhuis en het Käthchenhaus. De protestantse Kilianuskerk is een gotische hallenkerk, waarvan de westtoren uit 1529 van groot kunsthistorisch belang is: deze geldt als het eerste grotere renaissancebouwwerk ten noorden van de Alpen. Het raadhuis, dat alleen van buiten gerestaureerd is, is eveneens een renaissancegebouw (1582) en heeft een astronomisch uurwerk.

## Verkeer en vervoer
In de stad ligt het spoorwegstation Heilbronn Hauptbahnhof, evenals de voormalige spoorwegstations Heilbronn Süd en Heilbronn-Sontheim.
Het busvervoer wordt grotendeels verzorgd door de Stadtwerke Heilbronn (Verkehrsbetriebe). Daarnaast is Heilbronn verbonden met het S-Bahn-netwerk van Karlsruhe. Tot 1955 had Heilbronn ook een eigen tramnetwerk met de bijnaam Spatzenschaukel. De stad ligt nabij de kruising van de A6 (Saarbrücken - Waidhaus) met de A81 (Würzburg - Gottmadingen).

## Stedenbanden
- Solothurn (Zwitserland)

## Geboren in Heilbronn
- Julius Robert von Mayer (1814-1878), natuurkundige en arts
- Gustav von Schmoller (1838-1917), econoom
- Paul Finsler (1894-1970), wiskundige
- Victoria Wolff (1903-1992), schrijfster
- Walter Frentz (1907-2004), filmregisseur
- Herbert Asmodi (1923-2007), toneelschrijver
- Bernd Hennig (1952), beeldhouwer
- Sibel Kekilli (1980), actrice